# 川口恵子 (翻訳家)
川口 恵子（かわぐち けいこ、1953年 - ）は、日本の翻訳家。

## 概要
東京大学教養学部フランス分科卒、同大学院人文科学研究科修士課程修了。夫は宗教学者の中沢新一。主としてエルジェの漫画『タンタンの冒険』シリーズを翻訳している。
比較文化学者の川口恵子 (文化学者)（1957年 -）とは同名の別人。

## 翻訳
- 『ガラスびんの中のお話』（ベアトリ・ベック、早川文庫） 1980.2
- 『もう一度きみに愛を語ろう』（パスカル・ジャルダン、早川書房） 1980.11
- 『恋はポケットサイズ』（ヴォルドマール・レスティエンヌ、早川文庫） 1981.11
- 『おせおせうばぐるま』（ミッシェル・ゲ、福音館書店、世界傑作絵本シリーズ） 1985.11
- 『いたずらロラン』（ネリー・ステファヌ、福音館書店、世界傑作絵本シリーズ） 1994.10

### 「タンタンの冒険」
- 『ふしぎな流れ星』（エルジェ、福音館書店、タンタンの冒険旅行） 1983.4
- 『なぞのユニコーン号』（エルジェ、福音館書店、タンタンの冒険旅行） 1983.10
- 『レッド・ラッカムの宝』（エルジェ、福音館書店、タンタンの冒険旅行） 1983.10
- 『タンタンチベットをゆく』（エルジェ、福音館書店、タンタンの冒険旅行） 1983.11
- 『黒い島のひみつ』（エルジェ、福音館書店、タンタンの冒険旅行） 1983.4
- 『太陽の神殿』（エルジェ、福音館書店、タンタンの冒険旅行） 1985.10
- 『ななつの水晶球』（エルジェ、福音館書店、タンタンの冒険旅行） 1985.10
- 『ファラオの葉巻』（エルジェ、福音館書店、タンタンの冒険旅行） 1987.3
- 『燃える水の国』（エルジェ、福音館書店、タンタンの冒険旅行） 1988.12
- 『カスタフィオーレ夫人の宝石』（エルジェ、福音館書店、タンタンの冒険旅行） 1988.4
- 『紅海のサメ』（エルジェ、福音館書店、タンタンの冒険旅行） 1989.12
- 『めざすは月』（エルジェ、福音館書店、タンタンの冒険旅行12） 1991.4
- 『月世界探険』（エルジェ、福音館書店、タンタンの冒険旅行13） 1991.7
- 『青い蓮』（エルジェ、福音館書店、タンタンの冒険旅行14） 1993.5
- 『ビーカー教授事件』（エルジェ、福音館書店、タンタンの冒険旅行15） 1995.3
- 『かけた耳』（エルジェ、福音館書店、タンタンの冒険旅行16） 1998.9
- 『オトカル王の杖』（エルジェ、福音館書店、タンタンの冒険旅行17） 1999.11
- 『金のはさみのカニ』（エルジェ、福音館書店、タンタンの冒険旅行18） 2003.9
- 『シドニー行き714便』（エルジェ、福音館書店、タンタンの冒険旅行19） 2004.5
- 『タンタンアメリカへ』（エルジェ、福音館書店、タンタンの冒険旅行20） 2004.12
- 『タンタンソビエトへ』（エルジェ、福音館書店、タンタンの冒険旅行21） 2005.9
- 『タンタンのコンゴ探険』（エルジェ、福音館書店、タンタンの冒険旅行22） 2007.1
- 『タンタンとピカロたち』（エルジェ、福音館書店、タンタンの冒険旅行23） 2007.12
- 『タンタンとアルファアート』（エルジェ、福音館書店、タンタンの冒険旅行24） 2007.12

### 「はじめての星の王子さま」
- 『ぼくのおともだち』（サン＝テグジュペリ、岩波書店、はじめての星の王子さま） 2000.11
- 『おうじさまの1・2・3』（サン＝テグジュペリ、岩波書店、はじめての星の王子さま） 2000.11
- 『ぼくはおうじさま』（サン＝テグジュペリ、岩波書店、はじめての星の王子さま） 2000.11
- 『おうじさまのいちにち』（サン＝テグジュペリ、岩波書店、はじめての星の王子さま） 2000.11